# Branchiocapitella abranchiata
Branchiocapitella abranchiata är en ringmaskart som beskrevs av Hartmann-Schröder 1962. Branchiocapitella abranchiata ingår i släktet Branchiocapitella och familjen Capitellidae. Inga underarter finns listade i Catalogue of Life.